# Arieh Sharon

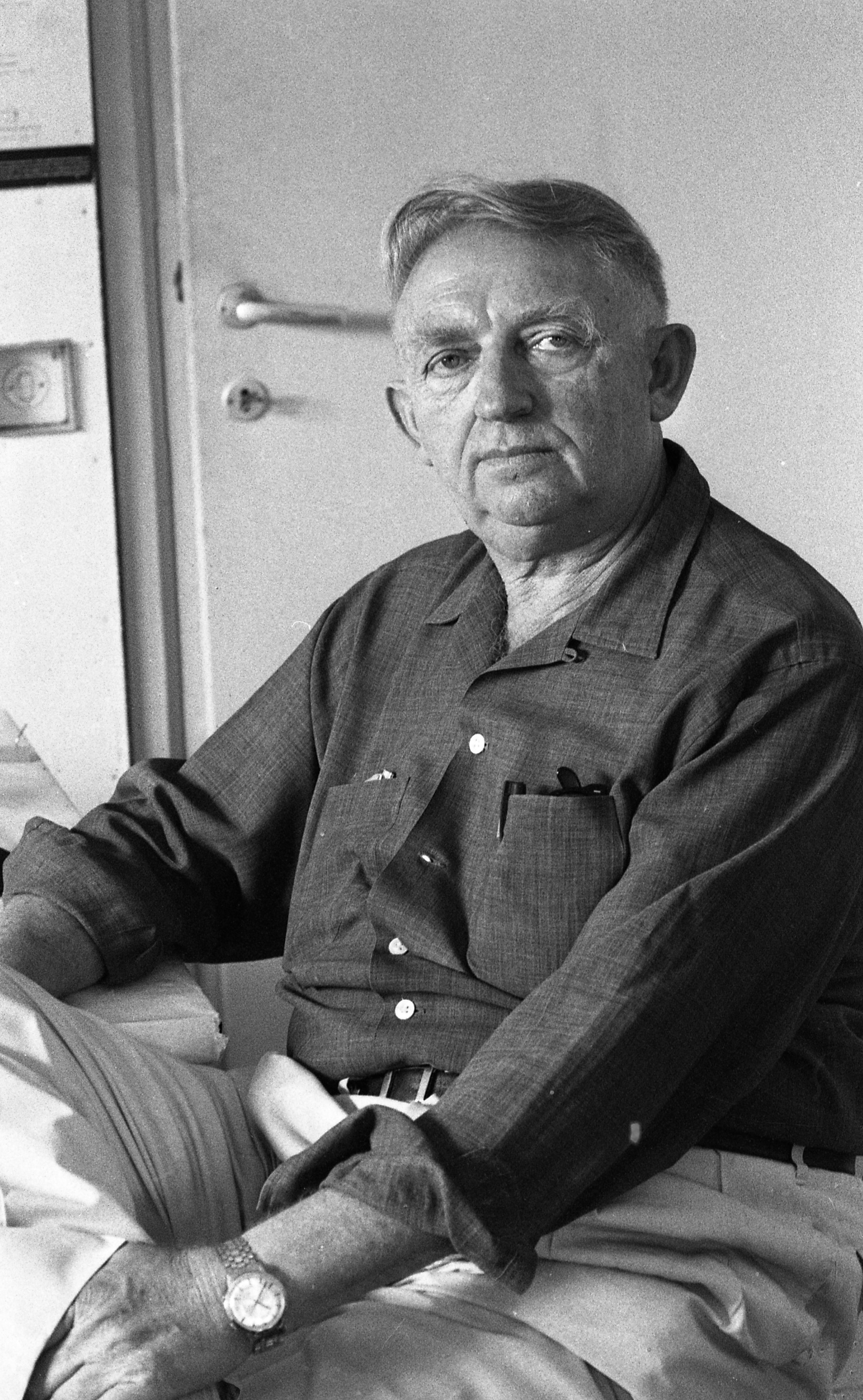
Sharon, 1969

Arieh Sharon (en hebreo: אריה שרון‎) (Jarosław, Polonia, 28 de mayo de 1900-París, Francia, 24 de julio de 1984) fue un arquitecto racionalista israelí de origen polaco. 

## Trayectoria

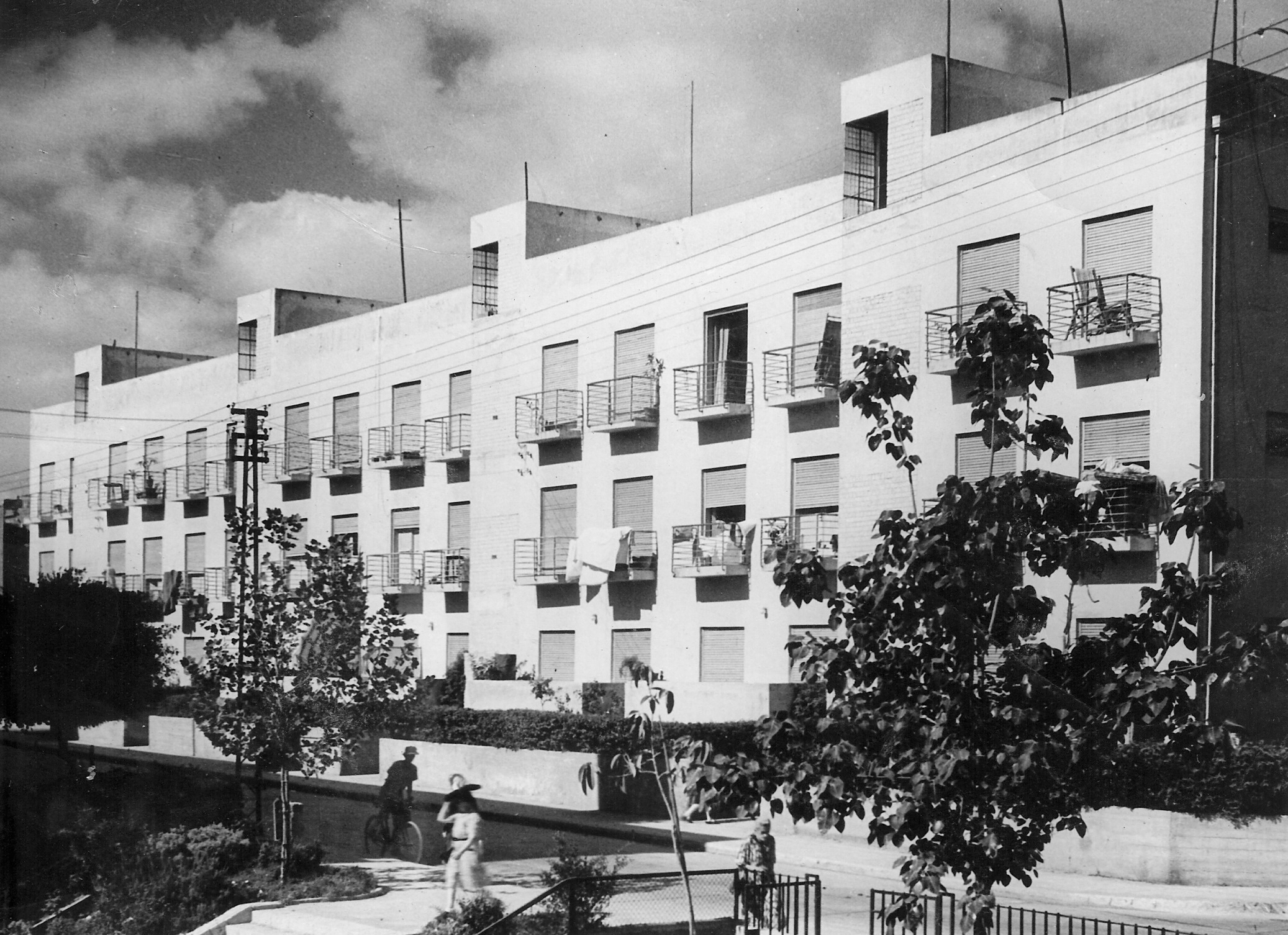
Hogares de obreros Meonot Ovdim, Tel Aviv (1936)

Nació en 1900 como Ludwig Kurzmann en Jarosław, Polonia, perteneciente entonces al Imperio austrohúngaro. Estudió en la Universidad Técnica Alemana en Brno (1918-1920). En 1920 emigró a Palestina con un grupo de jóvenes sionistas polacos del movimiento Hashomer Hatzair, y trabajó como granjero en Zikhron Ya'aqov. Al año siguiente se instaló en el kibbutz de Gan Shmuel, donde trabajó como apicultor y construyendo granjas y pequeñas viviendas. En 1926 se trasladó a Alemania, donde entró como estudiante en la Bauhaus, la pionera escuela que ayudó en buena medida a forjar el estilo racionalista de arquitectura. Aquí fue discípulo de Walter Gropius y Hannes Meyer, y entre 1929 y 1931 trabajó para este último.
En 1929 casó con Gunta Stölzl, una diseñadora textil de la Bauhaus, con la que tuvo una hija, Iael. En 1936 contrajo segundas nupcias con Haya Sankowsky, con la que tuvo dos hijos, Eldar y Uri. 
Tras su regreso a Palestina en 1931 fue uno de los pioneros de la arquitectura moderna en este país, junto a otras figuras como Zeev Rechter y Dov Karmi. Con Rechter y Joseph Neufeld fundó el Círculo de Arquitectos e inició la publicación de la revista La edificación en el Próximo Oriente. Su idea de la arquitectura como motor de cambio de la sociedad —tomada en buena medida de Meyer— encontró un terreno fértil en el naciente país que se pretendía forjar por los judíos en Palestina, todavía bajo mandato británico.
En los años 1930, Sharon ganó numerosos concursos públicos y se dedicó a la edificación de viviendas cooperativas, barrios obreros, edificios públicos y escuelas. Siguiendo el modelo de las siedlungen alemanas (urbanizaciones de vivienda colectiva), sus colonias de viviendas se solían agrupar alrededor de un jardín central y contaban con equipamientos como guarderías, lavanderías, clubes sociales y bibliotecas. Este modelo era heredero de la Bauhaus, pero Sharon supo adaptarlo a las condiciones sociales y climáticas de su país.
Entre finales de los años 1930 y durante los 1940 se dedicó preferentemente a la planificación de kibbutzim y moshavim, siempre bajo un ideal comunitario que incluía comedores colectivos, casas del pueblo, salas de asambleas, centros culturales, etc. Entre 1941 y 1947 se dedicó también a la enseñanza y sucedió a Yohanan Ratner al frente del Technion (Instituto Tecnológico de Israel).
Tras la declaración de independencia de Israel en 1948 fue nombrado director del Consejo Nacional del Plan, encargado de elaborar un plan director nacional de urbanismo, de cara a instalar a los miles de inmigrantes judíos llegados de todo el mundo en varias nuevas ciudades repartidas por todo el territorio. El país había crecido notablemente en pocos años: si anteriormente la población judía era de 70 000 habitantes —concentrados sobre todo en Haifa y Tel Aviv—, entre 1948 y 1961 esta cifra se triplicó, por lo que fue necesaria la construcción de nuevas ciudades, regulada con un plan territorial inspirado en las new towns inglesas. Entre 1948 y 1957 se planificaron veintiocho nuevas ciudades, entre las que destacan Beersheba y Ashdod; en los años 1960 se crearon dos más, Karminel y Arad.
Entre 1954 y 1964 trabajó asociado a Benjamin Idelson y, desde 1965, con su hijo Eldar Sharon. Realizó entonces sus obras más monumentales: el Centro Médico Beilinson en Petaj Tikva (1954), el Fórum y biblioteca del Technion en Haifa (1954-1958), el Hospital Municipal Ichilov de Tel Aviv (1954-1958), el Hospital Regional de Beersheba (1955-1962), el Pabellón de Israel de la Exposición General de Bruselas de 1958 (con Aryeh Elhanani), el Yad Vashem en Jerusalén (1959-1961, con Aryeh Elhanani), la sede de la Agencia Judía para la Tierra de Israel en Jerusalén (1961-1965), la Universidad de Ife en Nigeria (1960-1970), el Centro Médico Rambam en Haifa (1965-1972), el Centro Médico Sourasky en Tel Aviv (1963), el Pabellón de Israel de la Exposición Universal de Montreal de 1967 (con Ze'ev Vered) y el Banco de Israel en Jerusalén (1969-1974). En 1968 trazó con David Brutzkus el plan de ordenación de la ciudad vieja de Jerusalén y sus alrededores.
En 1962 ganó el Premio Israel de arquitectura.